# 乌尔斯尼斯
乌尔斯尼斯（德語：Ulsnis）是德国石勒苏益格－荷尔斯泰因州的一个市镇。总面积19.81平方公里，总人口674人，其中男性341人，女性333人（2011年12月31日），人口密度34人/平方公里。